# Pizzo d'Uccello
Il Pizzo d'Uccello (1.781 m s.l.m.) è una montagna delle Alpi Apuane, che segna il confine orografico ed idrografico tra l'alta valle del Serchio (Garfagnana) e quella del Magra (Lunigiana), distinguendosi dalle altre cime della catena soprattutto per la sua Parete Nord, alta quasi 800 m di dislivello, che la pone in paragone diretto con le più famose pareti dolomitiche e delle Alpi occidentali. 
Su questa montagna insistevano alcune cave di marmo, che sono state oggetto di una dura battaglia da parte del movimento No Cav.

## Descrizione
Fino alla prima metà del XIX secolo la montagna si trovava sul confine politico tra il Ducato di Lucca (Vicaria di Minucciano) e l'exclave del Granducato di Toscana che comprendeva Casola in Lunigiana, mentre oggi è confine tra le province di Lucca e Massa-Carrara. Alla montagna si accede dalla località Orto di Donna un tempo amena valle, adesso in gran parte deturpata dall'escavazione del marmo circondata da cime ardite tra le cui il Monte Pisanino, il Monte Cavallo, il Monte Contrario e il Monte Grondilice.

## Alpinismo

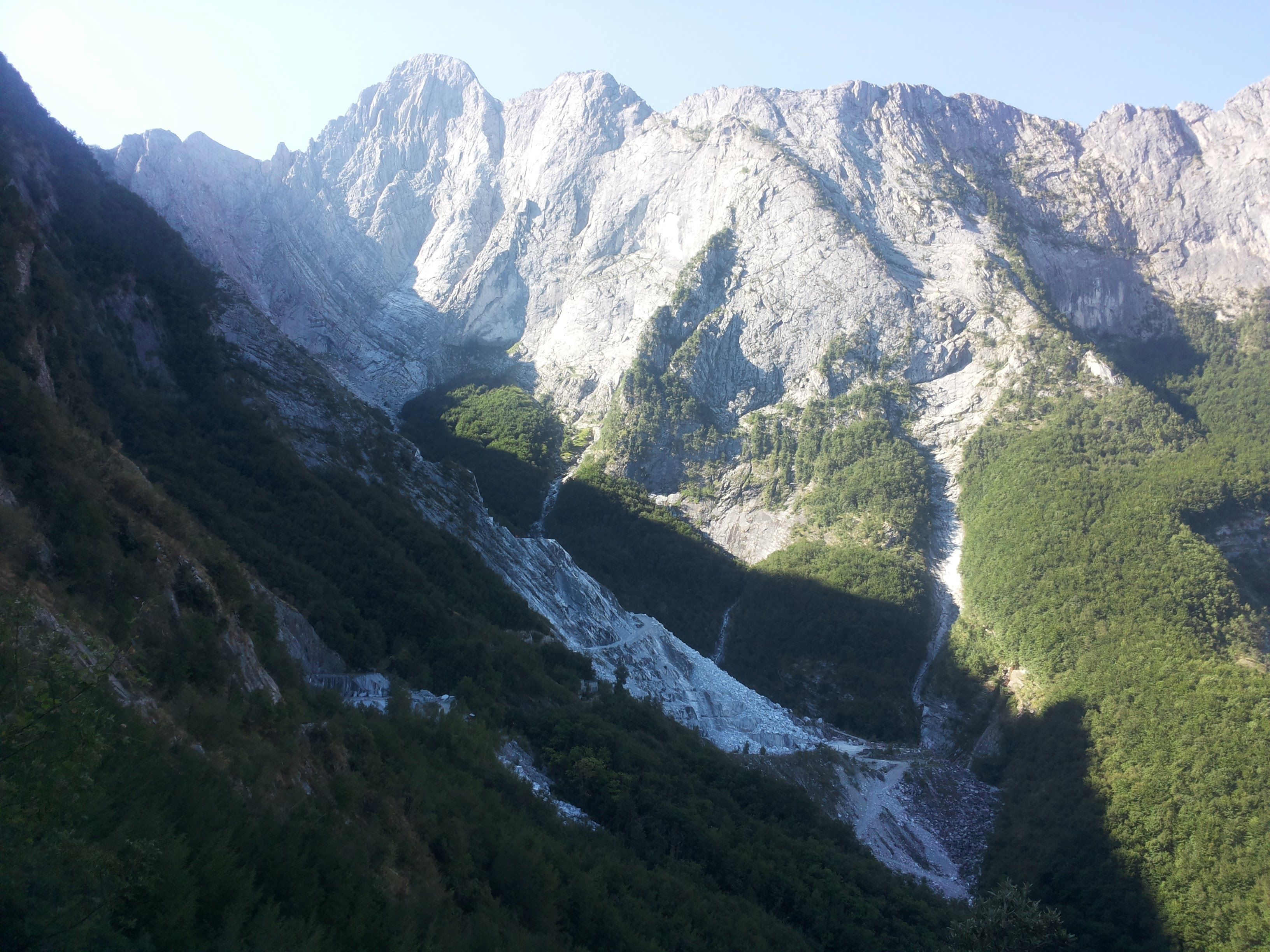
Pizzo d'Uccello. La maestosa parete nord.

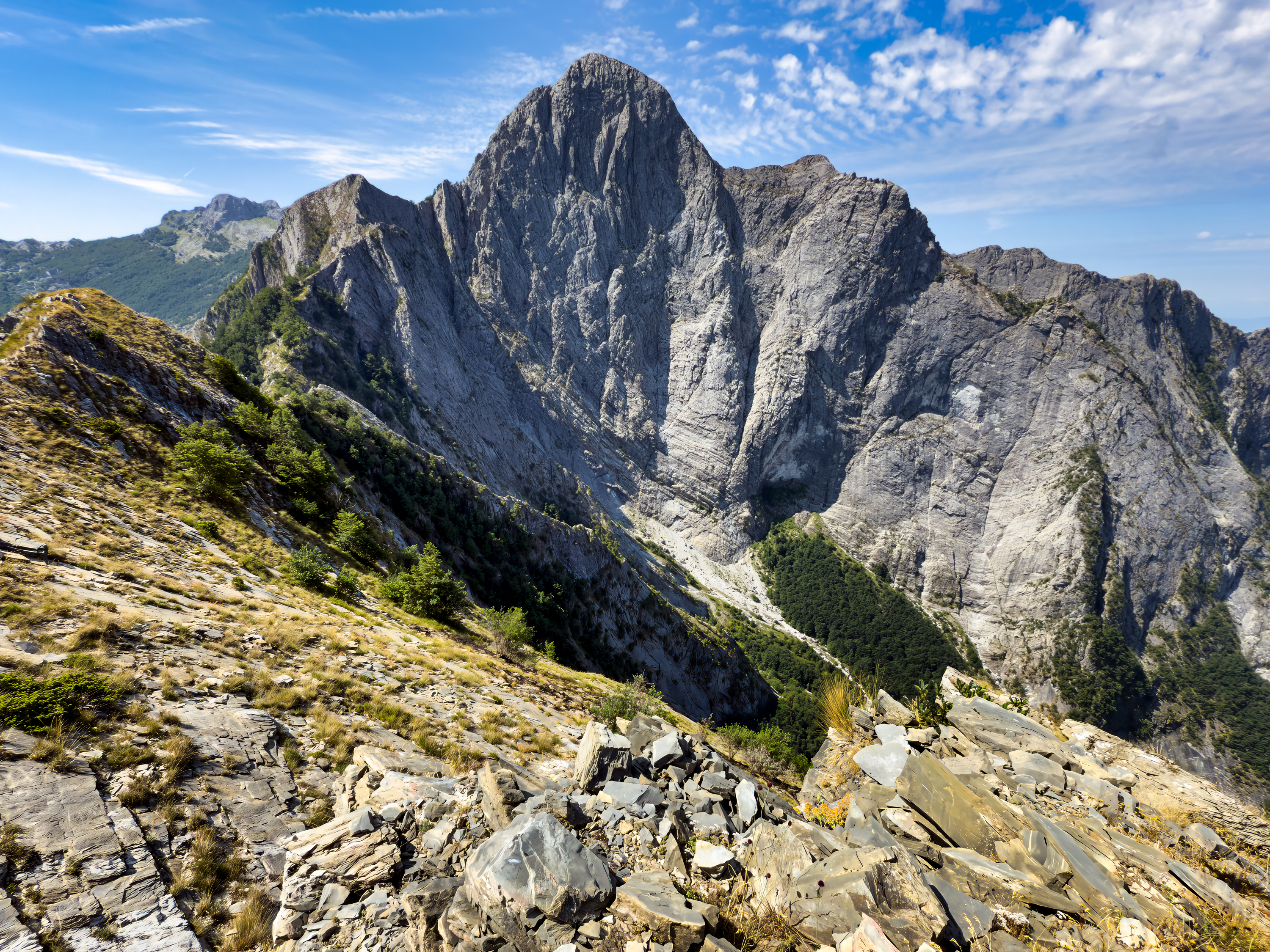
La parete nord del Pizzo d'Ucccello dalla costiera di Capradossa

Sulla parete nord si snodano diverse vie di arrampicata tutte di grande impegno. 
Sul lato sinistro dell'appicco si svolge la prima via di salita, la "Via dei Genovesi, che salendo dalla cengia inferiore imbocca poi un canalone che attraversa tutta la parete (1922, E. Piantanida ed E. Stagno, 700 m, IV+).
Seguono verso destra le tre vie di sinistra del: 1969 (F. Cantini e M. de Bertoldi nel marzo 1969); del 1966 (E. Biagi, M.de Bertoldi, A. Nerli, M. Piotti, R.Pucci); del 1977 (C. Ratti e M. Guadagni).
Al centro della grande parete, sulla verticale della vetta è stata tracciata nel 1940 la grande classica delle Apuane, la via di N. Oppio e S. Colnaghi che segue una perfetta linea di cammini fino al grande pilastro e poi sbuca precisamente in vetta. La prima invernale di questa via fu compiuta nel 1962 da Roberto Sorgato, M. Rulli e P. Zaccaria. Il verticale Gran Pilastro della parete nord fu vinto nella sua interezza in data imprecisata dai fiorentini M. Verin, L. Benincasi, G. Bertini nel 1969 (Diretta dei Fiorentini). 
Sulla destra del pilastro fu tracciata invece un'altra via diretta da E. Biagi, A. Nerli, F. Zucconi nel 1965, prima via di VI sul Pizzo (Diretta dei Pisani). Il lato destro della parete si presenta sconvolto da canaloni, pilastri e gole e nel 1963 questo settore viene esplorato da E. Biagi e A. Nerli e G. Garuglieri (Via del Costone alberato) a cui segue la Via del camino obliquo del 1967 di EE. Biagi, M. de Bertoldi, A. Nerli, M. Piotti, R. Pucci ed un'altra via prossima alla diretta dei pisano. Nel 1969 M. de Bertoldi e R. Galassini vincono il Gran Diedro Nord. 
L'ultima struttura del versante ad essere vinta è il Monte Bardaiano con la sua strapiombante parete, nel 1970 M. Piotti e G. Calcagno lo vincono con impiego sistematico di chiodi a pressione. Dalla fase esplorativa ad oggi sono sorte poi numerose vie sportive tutte di grande impegno. Anche la parete sud del pizzo è apprezzata dagli alpinisti, essa è suddivisa in 3 contrafforti: quello di sinistra percorso per la prima volta da G. Crescimbeni e S. Carmignani nel 1965, quello centrale da L. Lodi e F. Carozzi nel 1966 e quello di destra da S. Carmignani e G. Crescimbeni nel 1965 per il diedro sud (200 m, max V+), poi nel 1974 da Codega, Ratti e Marchetti per la Via Tiziana. Queste vie classiche sono intersecate da numerosi itinerari sportivi.

### Ascensioni
Il Pizzo d'Uccello è una delle cime più note e frequentate delle Alpi Apuane. Per accedere alla sua cima gli itinerari più frequentati sono:
- Via normale: si tratta di una traccia di sentiero che sale alla cima dalla Foce a Giovo che presenta difficoltà EE attraverso canali ghiaiosi e lastre di marmo. Verso la cima percorre un breve tratto di affilata cresta
- Cresta di Nattapiana: è la lunga dorsale che dalla cima del Pizzo scende verso Equi Terme formando diverse sommità tra cui il Monte Bardaiano. È una cresta molto lunga, più di 2 km, con passaggi in roccia fino al III grado e molti sali-scendi da compiere in traversata.
- Via dei Genovesi: è la prima via tracciata lungo la parete nord e suscita interesse in particolare nella stagione invernale, offrendo diversi passaggi impegnativi su terreno misto ghiaccio-roccia. Supera 600 m di dislivello stando sul lato sinistro della parete in un canale parallelo alla cresta Capradossa.
- Via Oppio-Colnaghi: è la grande classica più ripetuta non solo del Pizzo, ma di tutte le Alpi Apuane. La via ha uno sviluppo di 850 m e segue i punti deboli della parete mantenendosi sulla verticale della vetta, dapprima evitando a sinistra i grandi tetti basali del Gran Pilastro, poi percorrendo la lunghissima serie di canali e camini che ne incidono il fianco sinistro. L'ascensione presenta difficoltà di IV e V con passaggi di V+.
- Diretta dei Pisani: altra ascensione logica ed ambita che si svolge sulla destra della Oppio-Colnaghi. Essa ha in comune l'attacco e l'uscita con quest'ultima ma percorre una serie di fessure sotto la verticale calata dalla vetta stando a destra del Gran Pilastro. Il dislivello è di 660 m con difficoltà di V e V+ continue lungo tutta la via, più elevate rispetto alla classica Oppio-Colnaghi.
- Gran Diedro Nord: è la struttura rocciosa "a libro aperto" caratteristica posta sul lato destro (ovest) della parete, chiusa in alto da grandi strapiombi. Offre un'arrampicata molto impegnativa di V e VI grado, con una traversata finale a destra che evita i grandi strapiombi portando al Costone Alberato, da cui si raggiunge la Cresta Nattapiana.
- Diedro sud: è la struttura rocciosa più frequentata dell'articolato versante sud del Pizzo, sovente combinato con la Via Tiziana al fine di ottenere una linea diretta fino alla cima del monte. Il diedro è posto sul lato destro della parete e presenta 200 m di arrampicata di V; 400 con la via Tiziana e passi di V+.